# Reprezentacja Bangladeszu w piłce nożnej mężczyzn
Reprezentacja Bangladeszu w piłce nożnej – azjatycki zespół narodowy grający pod egidą Bengalskiego Związku Piłki Nożnej (Bangladesh Football Federation). Od 1974 roku należy do FIFA oraz AFC.
Bangladesz swój pierwszy, inauguracyjny mecz rozegrał z reprezentacją Malediwów, remisując 2:2. W 7 lat później, reprezentacja zakwalifikowała się do Pucharu Azji, na których występowała do tej tylko jeden raz, odpadając w pierwszej rundzie. Zespół nigdy w swojej historii nie awansował do finałów mistrzostw świata.
Obecnym selekcjonerem kadry Bangladeszu jest Javier Cabrera

## Udział wMistrzostwach Świata
- 1930 – 1938 – Nie brał udziału (był kolonią brytyjską)
- 1950 – 1970 – Nie brał udziału (był częścią Pakistanu)
- 1974 – 1982 – Nie brał udziału
- 1986 – 2022 – Nie zakwalifikował się

## Udział wPucharze Azji
- 1956 – 1972 – Nie brał udziału (był częścią Pakistanu)
- 1972 – Nie brał udziału
- 1980 – Faza grupowa
- 1984 – 2007 – Nie zakwalifikował się
- 2011 – Nie brał udziału
- 2015 – 2023 – Nie zakwalifikował się